# Thomisus daradioides
Thomisus daradioides es una especie de araña cangrejo del género Thomisus, familia Thomisidae. Fue descrita científicamente por Simon en 1890.

## Distribución
Esta especie se encuentra desde Sudáfrica a India.